# جون وليامز (سياسي أسترالي، مواليد 1955)
جون وليامز (بالإنجليزية: John Williams)‏ هو سياسي أسترالي، ولد في 16 يناير 1955 في Jamestown, South Australia ‏ في أستراليا. نشط حزبياً في الحزب الوطني الأسترالي. وقد انتخب عضو مجلس الشيوخ الأسترالي ‏ عن دائرة نيوساوث ويلز ‏ وقد انضم خلال فترته النيابية (1 يوليو 2008 – )  للكتلة البرلمانية كتلة الائتلاف ‏.

## وصلات خارجية
- الموقع الرسمي